# Low (píseň, Kelly Clarkson)
Low (Nízko) je třetím singlem pop rockové zpěvačky Kelly Clarkson z jejího debutového alba Thankful.
Píseň napsal Jimmy Harry a produkoval jej Clif Magness. Tato píseň je významná proto, že se v něm Kelly Clarkson představila v žánru pop-rock. Tento je produkován na stejné vlně jako singly Breakaway nebo Since U Been Gone. V písni se Kelly ptá posluchačů, jestli byli někdy na dně a běduje nad zkrachovalým vztahem.

## Hitparádové výsledky
Ačkoli předchozí dva singly A Moment Like This a Miss Independent byly hity a důležitými mezníky její kariéry, Clarkson byla kritizována čím dál více kritiky, že je pouhý produkt American Idol a její předchozí hity byly jen šťastná náhoda. Předpovídali, že vydáním singlu Low, její obliba rázně klesne. Měli pravdu - ale ne zcela.
Z Low se stal průměrný hit. V hitparádě Billboard Hot 100 se umístil pouze na 58. místě. Hitparádové výsledky v Americe přinesly samá zklamání.
Ve Velké Británii byl singl Low vydán dvakrát samostatně a posléze i s následujícím singlem The Trouble With Love Is. Ale také tam dopadl uboze, nejlepší umístění zaznamenal na 35. místě. Menší úspěch slavil singl alespoň v Austrálii, kde se dostal na číslo 11.
Ironicky Low se stalo hitem v Kanadě, kde se dostalo až na druhé místo. Po debutu na čísle 58.(toto byla jinak konečná pro singl ve Spojených státech) se aspoň trochu dostalo písni úspěchu. Na druhé místo se vyšplhal o osm týdnů později.
| Hitparáda      | Umístění |
| -------------- | -------- |
| Kanada         | 2        |
| Austrálie      | 11       |
| Velká Británie | 35       |
| USA            | 58       |

## Úryvek textu
Have you ever been low? (have you ever been)
Have you ever had a friend let you down so?
When the truth came out
Were you the last to know?
Were you left out in the cold?
'Cause what you did was low
What you did was low
What you did was low
What you did was low